# Donje Jabukovo
Donje Jabukovo (en serbe cyrillique : Доње Јабуково) est un village de Serbie situé dans la municipalité de Vladičin Han, district de Pčinja. Au recensement de 2011, il comptait 105 habitants.

## Démographie
| 1948 | 1953 | 1961 | 1971 | 1981 | 1991 | 2002 | 2011 |
| ---- | ---- | ---- | ---- | ---- | ---- | ---- | ---- |
| 673  | 670  | 561  | 466  | 368  | 219  | 152  | 105  |

|  |